# Car Nicobar
Car Nicobar est l'île la plus au nord de l'archipel des Nicobar, dans le Golfe du Bengale. Le groupe des îles du nord forme un tehsil (sous-district) du territoire indien des îles Andaman-et-Nicobar. Car Nicobar est le chef-lieu du district de Nicobar.

## Géographie
Car Nicobar est l'île la plus au nord de l'archipel des Nicobar. Elle est séparée de la Petite Andaman, l'île la plus au sud de l'archipel des Andaman, par les 145 km du passage du dixième parallèle (en). Elle est située à 32 km au nord de Batti Malv.
Elle mesure 15,4 km de longueur et 12 km de largeur maximales, pour une superficie de 126,9 km2.
Elle est principalement plate et possède un petit aérodrome au sud-est la Car Nicobar AFS.

## Galerie

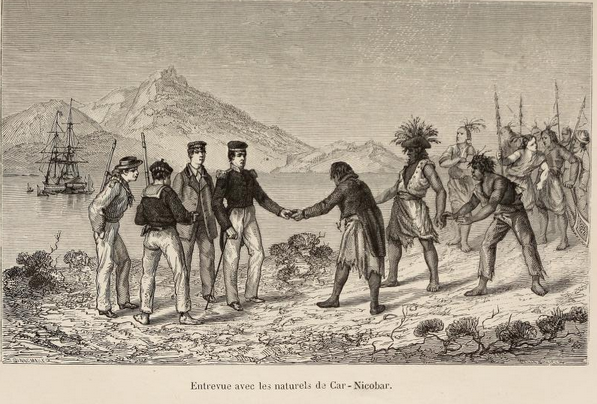
Entrevue avec les naturels de Car Nicobarpar Durand-Brager
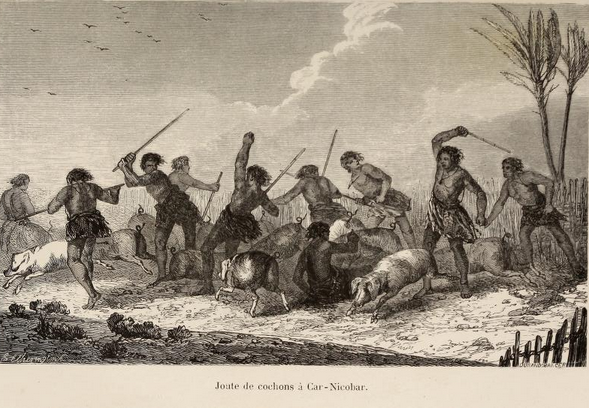
Joute de cochons à Car Nicobar par Durand-Brager